# 陈昊苏
陈昊苏（1942年5月—），男，四川乐至人，祖籍湖南新寧，生于江苏阜宁，中华人民共和国政治人物，曾任中国人民对外友好协会会长。陈毅长子。

## 生平
陈昊苏幼时曾在上海华东保育院、南京汉口路小学读书。1953年小学毕业后回上海，就读于南洋模范中学。1954年父亲陈毅被任命为国务院副总理后，全家迁往北京，他又先后就读于汇文中学、北京市第四中学。1959年高中毕业后在北京外国语学院留苏预备部学习了一年俄语，准备赴苏联留学。但后因中苏交恶而未能成行，入读中国科学技术大学无线电物理专业。
1965年起，陈昊苏曾在七机部第二研究院、中国人民解放军军事科学院工作。1981年出任共青团中央书记处书记。1983年任北京市丰台区委常务副书记，次年改任北京市副市长。1987年调任广播电影电视部副部长。1990年起任中国人民对外友好协会副会长，2000年升任会长。1999年12月获授俄罗斯联邦友谊勋章。2012年获颁日本旭日章重光章。
陈昊苏还是第四至六届全国人大代表，第九届全国政协委员，第十、十一届全国政协常委。并兼任国际友好城市联合会会长、中国世界民族学会会长、中俄友好协会会长、中国欧盟协会会长、中华全国世界语协会会长等职。此外，他还是中国作家协会会员，出版过《陈昊苏诗集》等著作。

## 荣誉

### 外国勋章奖章
- 友谊勋章（俄罗斯，1992年12月10日于北京颁发[7]）
- 三等功绩勋章（乌克兰，2010年8月31日公布[10]，2010年11月3日于北京颁发[11]）
- 旭日重光章（日本，2012年4月29日公布[8]，2012年6月6日于北京颁发[12] ）